# Anna Petrus
Anna Marie-Louise Petrus Lyttkens, ogift Petrus, ursprungligen Petersson, född 2 juni 1886 i Uppsala, död 26 juli 1949 i Kalmar, var en svensk skulptör, industridesigner och dansare.

## Uppväxt och utbildning
Anna Petrus var dotter till pediatrikprofessorn Oskar Petersson (1844–1912) och grevinnan Maria Stackelberg (1848–1897). År 1907 utbildade hon sig på Chelsea Polytechnic School i London och därefter på Tekniska skolan i Uppsala, Althins målarskola och Kungliga konsthögskolan i Stockholm. År 1910, samma år som hon startade sin utbildning på konsthögskolan, tog hon efternamnet Petrus.

## Verksamhet

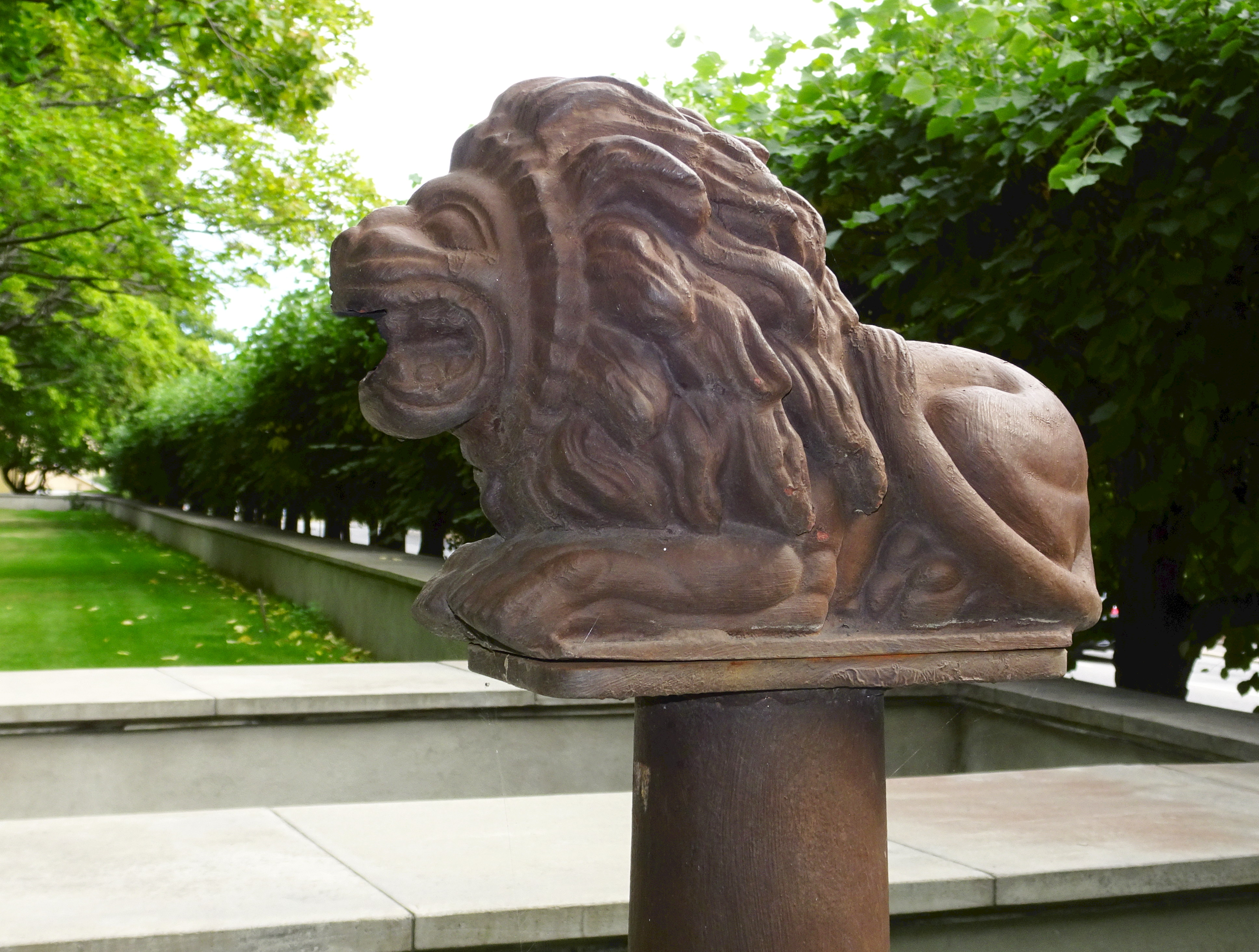
Vattenutkastare i lejonform på Sandsborgskyrkogården, formgiven 1920.

Anna Petrus var en pionjär inom svensk industridesign. Hon fick sitt genombrott på Baltiska utställningen 1914. År 1920 förstördes nästan alla hennes skulpturer i en brand i hennes ateljé på Östermalm. Efter detta reste hon till Italien och Nordafrika för att söka inspiration. Tillbaka i Sverige började hon, inspirerad av nordafrikanska rökbord, att formge brickor i tenn, koppar och mässing som hon placerade på höga formsågade eller svarvade ställningar. Brickorna, eller bordskivorna, dekorerade hon med en mängd allegoriska ornament. År 1922 visade hon upp en kollektion av dessa brickbord i sin dåvarande ateljé på Riddargatan i Stockholm. Vissa av bordskonstruktionerna var designade av arkitekten Uno Åhrén och andra av Petrus själv. Hennes bord visades bland annat upp på Jubileumsutställningen i Göteborg 1923. Tenn hade vid den här tiden länge ansetts som ett gammalt oädelt material, och genom sina arbeten blev hon en av de drivande inom Svenskt Tenn, grundat 1924, och hon skapade en mängd föremål, som vaser, ljusstakar och mindre skulpturer för företaget. Lejonet blev hennes varumärke och kom till flitig användning i Firma Svenskt Tenns utgivning. Hon inledde även ett givande samarbete med Näfveqvarns Bruk.
Anna Petrus designade även de rikt ornamenterade gjutjärnspelarna till ingången av svenska paviljongen på Exposition Internationale des Arts Décoratifs et Industriels Modernes (Parisutställningen 1925) och den art deco-inspirerade eldstaden i rökrummet på Amerikabåten M/S Kungsholm 1928. År 1928 gjorde hon tillsammans med Uno Åhrén ett förslag för omskapandet av Hoglands park i Karlskrona, för vilken Petrus designade det monumentala konstverket Vindarnas Brunn. Förslaget genomfördes dock aldrig. Hon avslutade sin konst- och designkarriär i förtid redan 1930. Petrus är representerad vid bland annat Nationalmuseum och Moderna Museet i Stockholm samt Röhsska museet.

## Dansen
Influerad av dansaren Isadora Duncan satte Petrus 10–11 maj 1917, tillsammans med Märta Kuylenstierna och Siri Derkert, upp en Modern dansföreställning på Intima teatern i Stockholm. Till föreställningen, som var inspirerad av antiken, skapade de inte bara koreografin utan formgav även scenografi, kläder, affischer och programblad. Hon är också med i den då censurerade filmen av Isaac Grünewald från 1915, som visar tre par som dansar sällskapsdansen one-step.

## Övrigt
- År 1917 gifte hon sig med läkaren Harald Lyttkens (1889–1962), med vilken hon fick två barn och levde tillsammans med till sin död 1949.
- Hennes dotter Sonja Lyttkens blev mor till regissörerna och skådespelarna Ulla Lyttkens och Harald Hamrell.